# Toxicoscordion exaltatum
Toxicoscordion exaltatum är en nysrotsväxtart som först beskrevs av Alice Eastwood, och fick sitt nu gällande namn av Amos Arthur Heller. Toxicoscordion exaltatum ingår i släktet Toxicoscordion och familjen nysrotsväxter.
Artens utbredningsområde är Kalifornien. Inga underarter finns listade.

## Bildgalleri

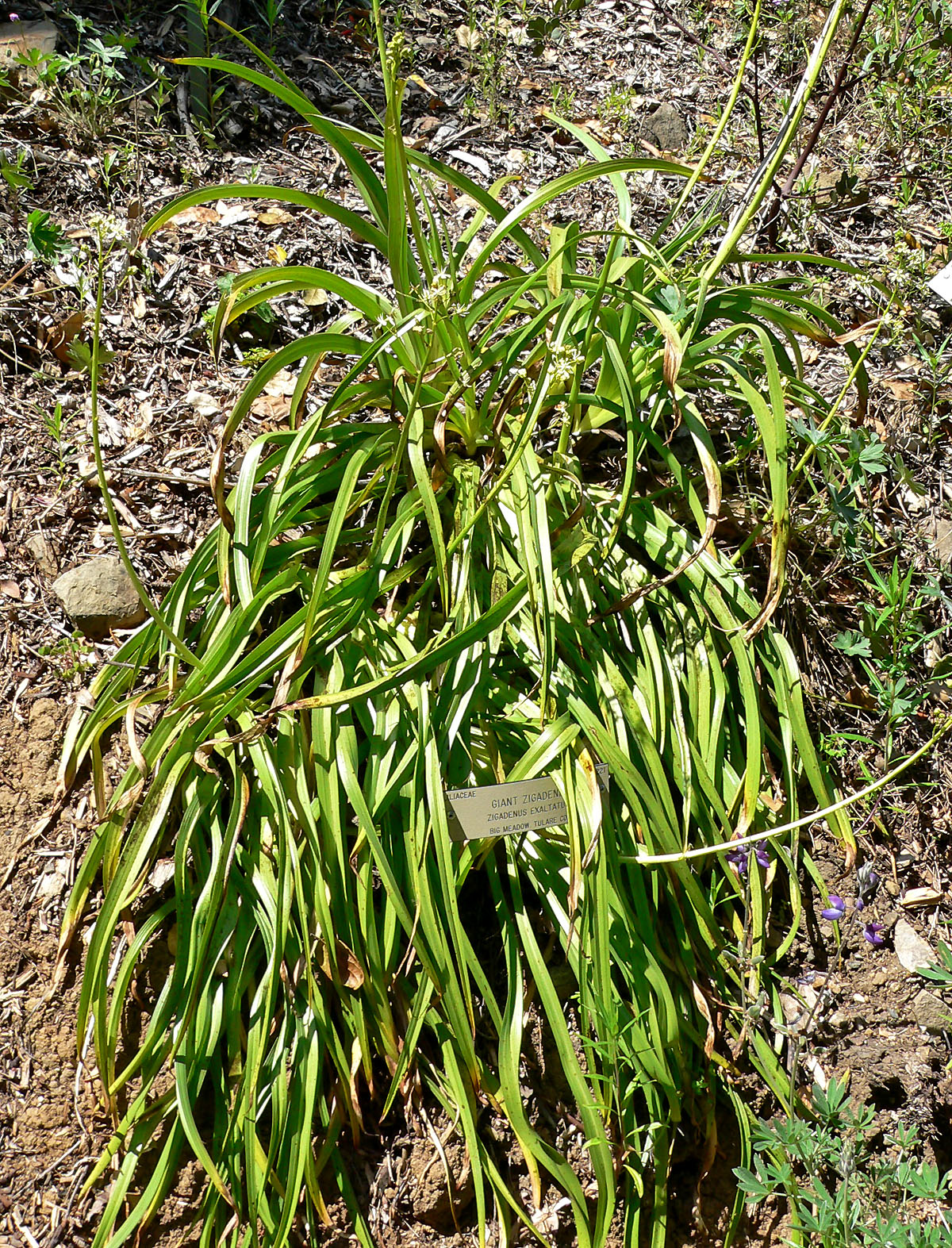